# جام سیمین شیردال
جام سیمین یک جام نقره‌ای شیردال متعلق به قرن ۷ پیش از میلاد است  که احتمالا از غاری در شمال غربی ایران به سرقت رفته است. این جام که در سال ۲۰۰۳ از یک قاچاقچی عتیقه در آمریکا گرفته شده بود، در نخستین سفر حسن روحانی به نیویورک به رئیس سازمان میراث فرهنگی، صنایع دستی و گردشگری، محمدعلی نجفی تحویل داده شد. محمدعلی نجفی در مراسم رونمایی از جام سیمین «شیردال» اظهار کرد: وزارت امور خارجه ایالات متحده آمریکا این جام سیمین را با هدف بهتر شدن ارتباطات فرهنگی به مردم ایران هدیه کرد.